# Teodoro Romža
Teodoro Romža (in ruteno e in ucraino Теодор Ромжа?, Teodor Romža, in ungherese Romzsa Tódor; Velykyj Byčkiv, 14 aprile 1911 – Mukačevo, 1º novembre 1947) è stato un eparca cattolico ruteno. Assassinato dall'NKVD durante il periodo stalinista, fu proclamato beato il 27 giugno 2001 da papa Giovanni Paolo II. La sua memoria liturgica si celebra il 1º novembre.

## Biografia
Nacque in un villaggio ruteno della Rutenia subcarpatica, allora parte dell'impero austro-ungarico. Il padre Pavel era un ufficiale delle ferrovie, mentre la madre Maria Semac era casalinga. La famiglia parlava ungherese in casa, come altre famiglie borghesi, ma usava anche il ruteno con i vicini.
Teodoro compì i suoi studi al ginnasio di Chust e quindi si recò a Roma come seminarista del Collegium Germanicum. In seguito si trasferì al Russicum. Fu ordinato sacerdote il giorno di Natale del 1936 dal vescovo russo Aleksandr Evreinov nella basilica di Santa Maria Maggiore. Dopo aver prestato il servizio militare obbligatorio, per breve tempo ebbe incarichi pastorali in parrocchie della Rutenia, ora parte della Cecoslovacchia. Nel 1939, durante l'occupazione ungherese, fu nominato professore del seminario di Užhorod.

### Episcopato
Dopo la conquista sovietica, l'8 settembre 1944 fu nominato amministratore apostolico di Mukačevo e vescovo titolare di Appia; fu consacrato vescovo il 24 settembre dello stesso anno dal vescovo Miklós Dudás. Dovette subito fronteggiare l'Armata rossa, che perseguitava la Chiesa greco-cattolica rutena e ne aveva confiscato le chiese a favore della Chiesa ortodossa, più docile al controllo del regime. Di fronte al generale Ivan Efimovič Petrov il vescovo Romža si rifiutò di rompere la comunione con il papa.
Prevedendo la possibilità di essere fisicamente allontanato dalla diocesi, Romža consacrò segretamente due vescovi ausiliari che avrebbero dovuto sostituirlo in caso di arresto. Le consacrazioni avvennero clandestinamente, per non attirare l'attenzione dei servizi segreti: il 19 dicembre 1944 venne consacrato Alexander Chira; il secondo vescovo fu Nikolaj Muranija.
Il suo ministero fu spesso ostacolato dalle autorità, anche con posti di blocco che gli impedivano di muoversi nella sua diocesi. Nonostante ciò riuscì ad organizzare solenni festeggiamenti per l'Assunzione di Maria Vergine, ai quali presero parte circa 80 000 pellegrini. Le autorità comuniste, che non potevano tollerare manifestazioni simili decisero di sbarazzarsi di un vescovo così integerrimo.
Il 27 ottobre 1947 il carro del vescovo Romža, che si recava in visita pastorale ad una parrocchia, fu urtato di proposito da un camion militare sovietico e spinto fuori strada. I soldati, vestiti in abiti civili, uscirono dal camion e malmenarono il vescovo e i suoi compagni di viaggio. Un camion civile sopraggiunse e i militari si dileguarono, mentre il vescovo fu soccorso e portato in ospedale per le necessarie cure mediche. Mentre il vescovo si stava riprendendo, la notte del 31 ottobre l'infermiera a lui assegnata fu improvvisamente congedata e fu sostituita con un'altra, nominata dalle autorità. Poco dopo la mezzanotte Romža fu trovato morto. L'infermiera gli aveva propinato un'iniezione di curaro, preparato nel laboratorio N° 1 dell'NKVD, di cui era responsabile il dottor Grigorij Majranovskij. Secondo le ricerche condotte negli archivi dell'NKVD da Evgenija Albac, l'ordine di assassinare il vescovo provenne direttamente da Nikita Chruščëv.
La Chiesa greco-cattolica rutena continuò ad essere perseguitata e il 28 agosto 1949 fu ufficialmente soppressa dalle autorità.

## Culto

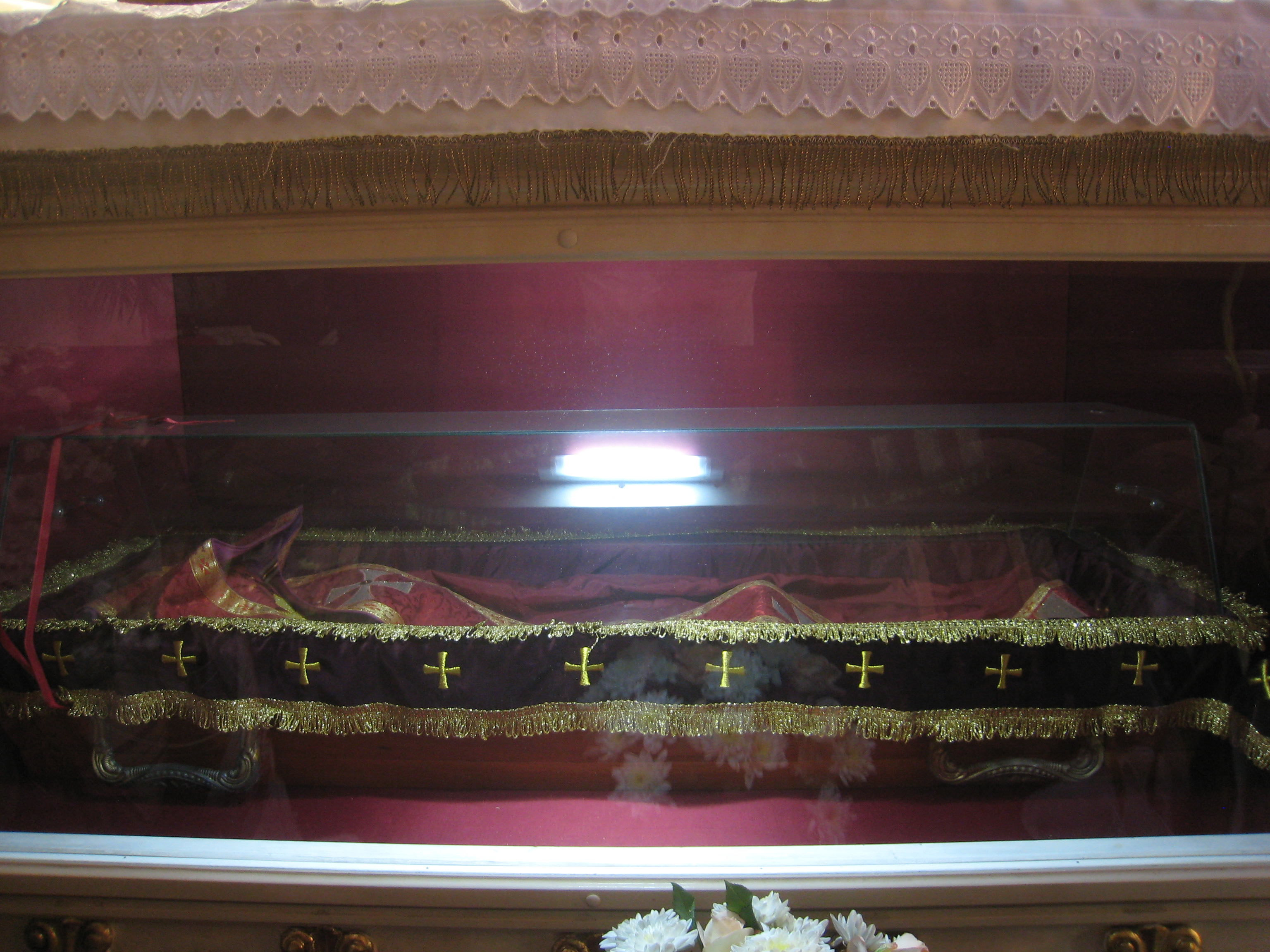
Le spoglie del beato nella cattedrale di Užhorod.

Il 27 giugno 2001 a Leopoli papa Giovanni Paolo II beatificò il martire Teodoro Romža. La sua memoria liturgica si celebra il 1º novembre.
Il 29 giugno 2003 le sue reliquie sono state trasferite nella cattedrale dell'Esaltazione della Croce di Užhorod.

## Genealogia episcopale e successione apostolica
La genealogia episcopale è:
- Arcivescovo Onofrio Costantini
- Arcivescovo Filoteo Zassi, O.S.B.M.
- Arcivescovo Basilio Matranga, O.S.B.M.
- Arcivescovo Giuseppe Schirò, O.S.B.M.
- Arcivescovo Jason Junosza Smogorževsky
- Vescovo Petro Bielański
- Arcivescovo Anton Anhelovyč
- Cardinale Mihail Lewicki
- Vescovo Vasyl Popovyč
- Vescovo Jozef Gaganecz
- Vescovo János Pásztélyi Kovács
- Vescovo Ján Vályi
- Vescovo Gyula Firczák
- Vescovo Julije Drohobeczky
- Arcivescovo Antal Papp
- Vescovo Miklós Dudás, O.S.B.M.
- Vescovo Teodoro Giorgio Romža

La successione apostolica è:
- Vescovo Oleksandr Chira (1944)
- Vescovo Petro Pavlo Oros (1944)